# ФК Бохум
Бохум је немачки фудбалски клуб из града Бохума. Бохум игра своје утакмице на Рурстадиону капацитета 29.299 гледалаца и тренутно се такмичи у Бундеслиги. Највећи успеси клуба су два финала Купа Немачке 1968. и 1988. године.

## ФК Бохум у европским такмичењима
| Сезона  | Такмичење | Коло          | Земља     | Клуб           | Резултат |
| ------- | --------- | ------------- | --------- | -------------- | -------- |
| 1997/98 | Куп УЕФА  | 1. коло       | Турска    | Трабзонспор    | 1:2, 5:3 |
|         |           | 2.коло        | Белгија   | Клуб Бриж      | 0:1, 4:1 |
|         |           | Осмина финала | Холандија | Ајакс          | 2:4, 2:2 |
| 2004/05 | Куп УЕФА  | 1. коло       | Белгија   | Стандард Лијеж | 0:0, 1:1 |